# 被爆鋼琴

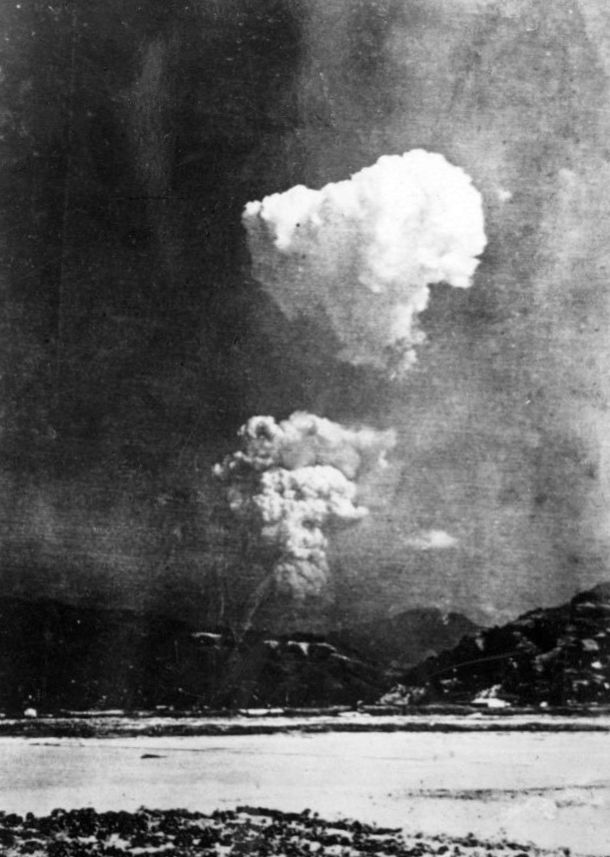
廣島上空的原子雲，1945年

被爆鋼琴是指因1945年8月日本廣島與長崎原子彈爆炸而受損的鋼琴。

## 沿革
1991年，因海灣戰爭的爆發，日本爵士鋼琴家河野康弘開始透過音樂進行和平與環保活動。他得知日本有約450萬台由山木製成的舊鋼琴被閒置，便開始考慮將舊鋼琴重新利用以實現與自然的共生，並於1992年開始了鋼琴的再利用活動。
河野從1994年左右開始前往廣島市，他希望更多的人能思考原子彈和和平的問題，於是構想在原爆圆顶馆前舉辦音樂會。他開始尋找可能曝光的鋼琴，認為廣島一定有曾經歷過原子彈爆炸的鋼琴。隨後他收到由吳市中學提供的被爆鋼琴，並委託矢川光則進行維修。1997年8月6日，自上午8時10分開始，河野在廣島現代藝術館舉行了由曝光鋼琴演奏的音樂會。這是被爆鋼琴首次公開演奏。隔年的8月5日，在原爆圓頂館對岸的地球和諧音樂會上，矢川光則演奏他發現的兩台被被爆鋼琴。
截至2016年，廣島市共存有9台被爆鋼琴，長崎市存有1台，仙台市存有1台，共有11台被爆鋼琴仍被保留。其中，仙台的被爆鋼琴原來自廣島市，因此廣島市受原子彈投放影響的鋼琴共有10台，長崎市受原子彈投放影響的鋼琴共有1台。其中一些鋼琴已經經過修復並繼續演奏活動，使因在2017年挪威舉辦的諾貝爾和平獎紀念音樂會上得到了全球的認可。矢川光則在2018年表示，「新的被爆鋼琴不太可能再出現了」。
2021年7月15日，「被爆鋼琴紀念館」舉行了竣工儀式，該紀念館坐落在廣島市安佐南區，由矢川光則負責管理。

## 現存鋼琴

### 廣島市
| 1 | （未有稱呼） | 製造年份不明的直立式鋼琴                           |
| 1 | - 在牛田的一戶民宅中遭受原子彈爆炸波及。 - 1961年由廣島市樂器製造商河合樂器製作所捐贈給廣島和平紀念資料館。 |                                                    |
| 2 | 明子小姐的鋼琴 | 1926年由埃林頓（波爾溫公司製造）製作的直立式鋼琴。 |
| 2 | - 擁有者是一位生於同年的美國二代移民，其父母在他出生時購買了這台鋼琴，並在返回日本時攜帶了它。。 - 被曝地點為距離爆心約2.5公里的三滝町一戶民宅。該所有者在距離爆心地約1公里處被曝，並於隔年8月7日去世。。 - 戰後由其父母保管，2005年移交給HOPE計畫協會，並進行了演奏活動。從2020年開始，這台鋼琴被永久展示在廣島和平紀念公園休息室中。 |                                                    |

以下的6台是透過河野和矢川的活動重新發現的鋼琴。2001年，矢川開始在廣島縣內進行演奏活動，從2005年開始在日本全國進行活動。
| 3 | 美紗子的鋼琴（千田町鋼） | 1932年山葉制立式鋼琴。                            |
| 3 | - 在距離爆心約1.8公里的千田町的一戶民宅受到原子彈波及 - 2005年由所有者移交給矢川。 |                                                   |
| 4 | 和子的鋼琴（段原鋼琴） | 製造年份不詳的HORUGEL（德國）製立式鋼琴。         |
| 4 | - 在距離爆心約2.6公里的段原的一戶民宅受到原子彈波及，當時所有者與同地一同被被爆。 - 2009年由所有者移交給矢川。[。                                                                                               |                                                   |
| 5 | 宇品鋼琴 | 1938年山葉制立式鋼琴。                            |
| 5 | - 在距離爆心約3公里的宇品的一戶民宅受到原子彈波及。 - 1998年由被曝者團體移交給矢川。。 - 使用於2017年諾貝爾和平獎音樂會。                                                                                       |                                                   |
| 6 | 舟入鋼琴 | 1920年山葉制立式鋼琴                              |
| 6 | - 在距離爆心地1.5公里的舟入一戶民宅受到原子彈波及，側面留有玻璃碎片的痕跡。 當時所有者與同地一同被爆。。 - 2014年由所有者移交給矢川。                                                                           |                                                   |
| 7 | 大鋼琴 | 1937年山葉製半音階大鋼琴。                        |
| 7 | - 所有者是音樂導師，在距離爆心地2公里的一所小學（現在的西區）被原子彈波及並在爆炸中受波及。。 - 1946年，鋼琴在廣島鋼琴工廠進行了大規模修復。。 - 所有者去世後，被廣島市的鋼琴老師接手，並於2014年移交給了矢川。 |                                                   |
| 8 | 牛田鋼琴 | 製造年份不詳的Morgenstern（國產牌）直立式鋼琴。。 |
| 8 | - 在距離爆心約2.3公里的牛田旭的一戶民宅被曝，仍保留著爆炸風帶來的玻璃碎片。當時所有者與同地一同被爆。。 - 2016年由所有者移交給矢川。。                                                                          |                                                   |

### 長崎市
| 1 | （未有稱呼） | 製造年份不詳的山葉直立式鋼琴。 |
| 1 | - 在距離爆心地2.8公里的一戶民宅被曝，留有爆炸風吹散的玻璃片的痕跡。 - 戰後仍由所有者使用，但因不再使用而於1984年捐贈給长崎原爆资料馆。 - 2006年，曾在長崎資料館的企劃展覽中展出過一次，但目前存放在收藏庫中。與廣島的鋼琴一樣，雖然被修復並可使用，但由於捐贈的原爆資料是以保存為前提，因此仍保持原狀。 |                                |

### 仙台市
| 1 | （未有稱呼） | 製造年份不詳的直立式鋼琴 |
| 1 | - 1933年，所有者從母親那裡購買後因結婚定居廣島，這架鋼琴放置於丈夫的家中。距離爆心地3公里（有說法為4公里）的地方被曝。。 - 後來搬遷，搬家時也攜帶了鋼琴。 2003年，送至仙台市內的工坊進行修理，得以再次使用。 - 目前為私人所有。 |                          |

## 流行文化
書籍
- 指田和子、坪谷令子『ヒロシマのピアノ』文研出版 、2007年7月、ISBN 978-4580820005
- 松谷美代子『ミサコの被爆ピアノ』講談社 、2007年7月、ISBN 978-4062141345
- 矢川光則『世の中への扉 海をわたる被爆ピアノ』講談社 、2010年7月、ISBN 978-4062163514

樂曲
- 北村優希（日语：北村優希）『傷だらけのピアノ』2011年
- 藤倉大（日语：藤倉大）「 第四號鋼琴協奏曲《明子的鋼琴》（日语：ピアノ協奏曲第4番 (藤倉大)）」2020年（指揮：下野竜也、鋼琴演奏：萩原麻未（日语：萩原麻未）、管弦樂：廣島交響樂團（日语：広島交響楽団））

電影
- 原子彈鋼琴（日语：おかあさんの被爆ピアノ）：2020年8月8日上映

## 脚注
1. ↑  .   [2024-04-17]. （原始内容存档于2024-06-17）.
2. ↑  地球ハーモニー. . 地球ハーモニー. 2022年11月2日水曜日  [2024-04-17]. （原始内容存档于2023年12月23日）.
3. ↑  地球ハーモニー. . 地球ハーモニー. 2022年11月3日木曜日  [2024-04-17]. （原始内容存档于2023年12月23日）.
4. ↑  . www.yohkin.com.   [2024-04-17]. （原始内容存档于2024-07-14）.
5. 1 2 3  . 中国新聞. 2016-02-29  [2020-05-01]. （原始内容存档于2023-04-09）.
6. ↑  . 中国放送.   [2020-05-01]. （原始内容存档于2020-05-01）.
7. 1 2 3  . 中国新聞. 2018-06-25  [2020-05-01]. （原始内容存档于2023-04-09）.
8. ↑  . 河野康弘.   [2020-05-01]. （原始内容存档于2024-04-17）.
9. ↑  . 朝日新聞デジタル. 2021-05-07  [2024-04-17] （日语）.
10. ↑  . 大紀元 www.epochtimes.com. 2021-08-07  [2024-04-17]. （原始内容存档于2024-04-17） （中文（繁體））.
11. 1 2  . 広島平和記念資料館.   [2020-05-01].
12. 1 2  . 中国新聞. 2020-04-24  [2020-05-01]. （原始内容存档于2024-07-20）.
13. 1 2 3  . 中国新聞. 2020-04-20  [2020-05-01]. （原始内容存档于2024-06-26）.
14. 1 2 3 4 5 6 7 8 9 10 11 12 13 14 15 16  . 矢川ピアノ工房.   [2020-05-01]. （原始内容存档于2024-07-15）.
15. 1 2 3 4 5 6 7 8 9 10   (PDF). 被爆ピアノ(広島原爆ピアノ).   [2020-05-01]. （原始内容存档 (PDF)于2016-08-07）.
16. ↑  . 中国新聞. 2017-11-28  [2020-05-01]. （原始内容存档于2023-04-09）.
17. 1 2  . 中国新聞. 2014-11-10  [2020-05-01]. （原始内容存档于2023-04-10）.
18. 1 2 3  . 中国新聞. 2009-01-19  [2020-05-01]. （原始内容存档于2023-04-10）.
19. 1 2 3 4 5  . 西日本新聞. 2019-11-14  [2020-05-01]. （原始内容存档于2023-04-10）.
20. ↑  . 読売新聞オンライン. 2023-08-04  [2024-04-17]. （原始内容存档于2024-04-17） （日语）.
21. 1 2 3  . 仙台ピアノ工房. 2010-08-08  [2020-05-01]. （原始内容存档于2023-04-07）.
22. 1 2 3  . 仙台ピアノ工房. 2010-08-25  [2020-05-01]. （原始内容存档于2024-04-24）.
23. ↑  . 中国新聞. 2011-10-12  [2020-05-01].

## 另見
- 被爆建築物
- 被爆青桐
- 廣島倖存者（日语：ヒロシマ・サバイバー）
- 廣島受難者輓歌

## 外部連結
- HOPEプロジェクト （页面存档备份，存于）
- 被爆鋼琴 (廣島原爆) （页面存档备份，存于）